# Relación de Einstein (teoría cinética)
En física (específicamente en teoría cinética de los gases), la relación de Einstein (también conocida como relación de Einstein-Smoluchowski) es una conexión previamente inesperada —revelada de forma independiente por William Sutherland en 1904, Albert Einstein en 1905, y por Marian Smoluchowski en 1906— en el estudio del movimiento browniano que determina la constante de difusión de una partícula mediante la siguiente ecuación:
{\displaystyle D=\mu k_{b}T}
donde:
D, es la constante de difusión;
μ, la movilidad de la partícula, es decir el cociente de la velocidad terminal y la fuerza aplicada, esto es:μ = vd/F;
kB, la constante de Boltzmann y
T, la temperatura absoluta del fluido.
Otros dos casos significativos de esta relación son:
- Ecuación de Einstein–Smoluchowski,[7] para la difusión de partículas cargadas:

{\displaystyle D={\frac {\mu _{q}\,k_{\text{B}}T}{q}}}
- Ecuación de Stokes–Einstein,[6] para la difusión de partículas esféricas  a través de un líquido con bajo número de Reynolds:

{\displaystyle D={\frac {k_{\text{B}}T}{6\pi \,\eta \,r}}}
donde
q, es la carga eléctrica de la partícula;
μq, es la  movilidad eléctrica de la partícula cargada;
η, es la  viscosidad dinámica;
r, es el radio de la partícula esférica.

## Casos especiales

### Ecuación de movilidad eléctrica
Una partícula con una carga eléctrica determinada q, tiene una movilidad eléctrica μq relacionada con su movilidad general μ y dada por la ecuación μ = μq/q. El parámetro μq está determinado por la relación entre la velocidad de deriva final de la partícula en un campo magnético determinado. Así pues, la ecuación de movilidad eléctrica es:
{\displaystyle D={\frac {\mu _{q}k_{b}T}{q}}}

### Ecuación de Stokes-Einstein
En el límite de bajo número de Reynolds, la movilidad μ es el inverso de un coeficiente de arrastre ζ. Este aparece dado por una constante de amortiguación γ =ζ/m, que es frecuentemente usada para el tiempo de relajación dinámica (Tiempo mínimo necesario para que el momento de inercia sea insignificante, si se le compara con un momento cualquiera) del objeto en difusión. Entonces, para partículas esféricas con un radio r, la Ley de Stokes es: 
{\displaystyle \zeta =6\pi \eta r}
Donde η es la viscosidad del medio. De esta manera, la relación de Einstein-Smoluchowski resulta  en la relación de Stokes-Einstein dada por la ecuación:
{\displaystyle D={\frac {k_{b}T}{6\pi \eta r}}}
Si el caso es de difusión rotacional, la fricción del medio resulta: ζ=8πηr3 y por extensión la constante de difusión está dada por la siguiente variación:
{\displaystyle D_{r}={\frac {k_{b}T}{8\pi \eta r^{3}}}}

### Semiconductor
Para el caso de un semiconductor con densidad de estados arbitraria, la relación de Einstein resulta:
{\displaystyle D={\frac {\mu _{q}p}{q(dp/d\eta )}}}
Donde η es el potencial químico de la partícula y p, la concentración de partículas.